# 高斯自由场
在量子场论中，高斯自由场（Gaussian Free Field）是最简单的场论之一。这个也称为无质量玻色子场论。

## 介绍
高斯自由场的泛函积分是
{\displaystyle Z=\int D\phi \exp(-\int _{R^{d}}d^{d}x\ {\frac {1}{2}}\phi ^{2})}
{\displaystyle \phi }是高斯自由场。{\displaystyle \phi (x)=f(x)}的概率是
{\displaystyle P(\phi =f)={\frac {1}{Z}}\exp(-\int {\frac {1}{2}}f^{2})}

## 属性
- 高斯场论是一个共形场论
- 高斯场论描述一个无质量的玻色子
- {\displaystyle m=0}的Klein-Gordon场论
- {\displaystyle d=1}的高斯场论描述维纳过程

## 应用
- 随机矩阵
- 随机漫步（格子）
- 双体模型
- Schramm–Loewner演进